# Cyril Ornadel
Cyril Ornadel (2 de diciembre de 1924, Londres, Inglaterra - 22 de junio de 2011, Israel (86 años)) fue un director de orquesta y compositor, principalmente en el teatro musical.
Estudió en el Royal College of Music. Trabajó regularmente con David Croft, el escritor de televisión, director y productor.
Cyril tuvo dos hijos, Guy and Dan. Guy Ornadel es un DJ en Reino Unido, mientras que Dan es un consultor de medicina respiratoria trabajando en el Hospital Northwick Park.